# Kanata Kara
Kanata Kara (彼方から), traduit en anglais sous le titre From Far Away, est un shōjo manga de fantasy créé par Kyōko Hikawa. Il a été publié par Hakusensha dans la revue LaLa de 1991 à 2002 et réunis en 14 volumes. Il a été publié aux États-Unis par Viz Media.

## Histoire
Noriko, une écolière se retrouve transportée dans un monde mystérieux de magie et de dragons volants. Une prophétie annonce la venue de  L'éveil et tous les royaumes sont à la recherche de celui-ci car il pourrait contrôler le Démon du ciel. En chemin Noriko rencontre Izark, un guerrier solitaire. Ils partent ensemble retrouver un vieil ami d'Izark nommé Gaya. Izark se rend compte que l'éveil est Noriko. Lui-même se révèle être le Démon du ciel…

## Prix
En 2004, le manga gagne le trente-cinquième prix Seiun pour la meilleure bande dessinée de science-fiction.

## Adaptation
Le manga inédit en français a été adapté aux États-Unis par Trina Robbins pour l'éditeur VIZ Media.